# Tenneville
Tenneville (in vallone Tiniveye) è un comune belga di 2 561 abitanti, situato nella provincia vallona del Lussemburgo.